# Tau Ursae Majoris
Tau Ursae Majoris (τ Ursae Majoris, förkortat  Tau UMa, τ UMa) som är stjärnans Bayerbeteckning, är en visuell dubbelstjärna belägen i den nordvästra delen av stjärnbilden Stora Björnen. Den har en skenbar magnitud på 4,66 och är synlig för blotta ögat där ljusföroreningar ej förekommer. Baserat på parallaxmätning inom Hipparcosuppdraget på ca 25,8 mas, beräknas den befinna sig på ett avstånd av ca 126 ljusår (ca 39 parsek) från solen. På detta avstånd minskar den skenbara magnituden med en skymningsfaktor på 0,19 beroende på interstellärt stoft.

## Egenskaper
Primärstjärnan Tau Ursae Majoris A är en utvecklad ljusstark jättestjärna av spektralklass kA5hF0mF5 II. Den har en massa som är ca 80 procent större än solens massa och utsänder från dess fotosfär ca 16 gånger mera energi än solen vid en effektiv temperatur på ca 7 340 K. 
Spektralklassen för Tau Ursae Majoris A indikerar att stjärnans spektrum visar K-linjen för en A5-stjärna, vätelinjen för en F0-stjärna och en F5-stjärnas metallinjer. Den är en utvecklad Am-stjärna av ρ Puppistyp, en klass av utvecklade stjärnor som visar Am-kemiska särdrag. Den ligger i den instabila delen av Hertzsprung-Russell-diagrammet, men anses inte vara variabel.
Tau Ursae Majoris är en enkelsidig spektroskopisk dubbelstjärna med en omloppsperiod på 2,9 år och en excentricitet på 0,48.